# Gregorio Bandi
Gregorio Bandi (Cesena, 7 novembre 1736 – Terracina, 10 aprile 1802) è stato un arcivescovo italiano.

## Biografia
Gregorio Bandi era un patrizio cesenate, venne nominato da Pio VI canonico della chiesa di Santa Maria Maggiore, poi arcivescovo di Edessa. Morì a Terracina il 10 aprile 1802.

## Genealogia episcopale
La genealogia episcopale è:
- Cardinale Scipione Rebiba
- Cardinale Giulio Antonio Santori
- Cardinale Girolamo Bernerio, O.P.
- Arcivescovo Galeazzo Sanvitale
- Cardinale Ludovico Ludovisi
- Cardinale Luigi Caetani
- Cardinale Ulderico Carpegna
- Cardinale Paluzzo Paluzzi Altieri degli Albertoni
- Papa Benedetto XIII
- Papa Benedetto XIV
- Papa Clemente XIII
- Cardinale Giovanni Francesco Albani
- Papa Pio VI
- Arcivescovo Gregorio Bandi